# آتش‌نشان سام
سام آتش نشان(به انگلیسی: Fireman Sam); (به ولزی: Sam Tân) یک مجموعه تلویزیونی مخصوص کودکان است که در کشور ولز تولید شده و درباره یک آتش‌نشان است که در یک استگاه آتش‌نشانی در یک دهکده کار می‌کند.

## سری ۱ (۱۹۸۷)
1. Kite (۱۷ نوامبر ۱۹۸۷)
2. Barn Fire (۲۴ نوامبر ۱۹۸۷)
3. Trevor's Training (۱ دسامبر ۱۹۸۷)
4. Flat Tyre (۸ دسامبر ۱۹۸۷)
5. Camping (۱۵ دسامبر ۱۹۸۷)
6. Norman's Tricky Day (۲۲ دسامبر ۱۹۸۷)

## سری ۲ (۱۹۸۸)
1. Safe with Sam (۲۵ اکتبر ۱۹۸۸)
2. Telly Trouble (۱ نوامبر ۱۹۸۸)
3. Treasure Hunt (۸ نوامبر ۱۹۸۸)
4. Sam's Day Off (۱۵ نوامبر ۱۹۸۸)
5. Chemistry Set (۲۲ نوامبر ۱۹۸۸)
6. The Wishing Well (۲۹ نوامبر ۱۹۸۸)
7. Lost Cat (۶ دسامبر ۱۹۸۸)
8. The Great Inventor (۱۳ دسامبر ۱۹۸۸)
9. Thief in Pontypandy (۱۹ دسامبر ۱۹۸۸)
10. Snow Business (۲۲ دسامبر ۱۹۸۸)

## سری ۳ (۱۹۹۰)
1. Dilys's Forgetful Day (۱۵ اکتبر ۱۹۹۰)
2. Spot of Bother (۲۲ اکتبر ۱۹۹۰)
3. Halloween (۲۹ اکتبر ۱۹۹۰)
4. Norman's Pitfall (۱۲ نوامبر ۱۹۹۰)
5. Lost Ring (۱۹ نوامبر ۱۹۹۰)
6. All in a Good Cause (۲۶ نوامبر ۱۹۹۰)
7. Brass Band (۳ دسامبر ۱۹۹۰)
8. Lost in the Fog (۱۰ دسامبر ۱۹۹۰)
9. Bentley the Robot (۱۷ دسامبر ۱۹۹۰)

## سری ۴ (۱۹۹۴)
1. Home from Rome (۲۵ اکتبر ۱۹۹۴)
2. Rich and Famous (۲۷ اکتبر ۱۹۹۴)
3. Quarry Rescue (۱ نوامبر ۱۹۹۴)
4. Deep Trouble For Sam (۳ نوامبر ۱۹۹۴)
5. Trevor's Bus Boot Sale (۸ نوامبر ۱۹۹۴)
6. What Goes Up (۱۰ نوامبر ۱۹۹۴)
7. Steele Under Par (۱۵ نوامبر ۱۹۹۴)
8. Disaster for Dinner (۱۷ نوامبر ۱۹۹۴)

## سری ۵ (۲۰۰۵)
1. Danger Falling Sheep (۴ آوریل ۲۰۰۵)
2. The Big Freeze (۵ آوریل ۲۰۰۵)
3. Twist of Fate (۶ آریل ۲۰۰۵)
4. A Real Live Wire (۷ آوریل ۲۰۰۵)
5. Bug Eyed Boy From Venus (۸ آوریل ۲۰۰۵)
6. Bath Time for Dusty (۱۱ آوریل ۲۰۰۵)
7. Neighbourhood Watchout (۱۲ آوریل ۲۰۰۵)
8. Twitchers in Trouble (۱۳ آوریل ۲۰۰۵)
9. Carnival of Junk (۱۴ آوریل ۲۰۰۵)
10. Mummy's Little Pumpkin (۱۵ آوریل ۲۰۰۵)
11. Joaker Soaker (۱۸ آوریل ۲۰۰۵)
12. Fit For Nothing (۱۹ آوریل ۲۰۰۵)
13. Deep Water (۲۰ آوریل ۲۰۰۵)
14. Beast of Pontypandy (۲۱ آوریل ۲۰۰۵)
15. Pizza Palaver (۲۲ آوریل ۲۰۰۵)
16. Fun Run (۲۵ آوریل ۲۰۰۵)
17. Trouble and Squeak (۲۶ آوریل ۲۰۰۵)
18. King of the Jungle (۲۷ آوریل ۲۰۰۵)
19. Norman's Invisible Friend (۲۸ آوریل ۲۰۰۵)
20. High Jinx (۲۹ آوریل ۲۰۰۵)
21. The Case of the Liquorice Shoelaces (۳ مه ۲۰۰۵)
22. Fiery Finale (۴ مه ۲۰۰۵)
23. Birthday Surprise (۵ مه ۲۰۰۵)
24. Firefighter of Tomorrow (۶ مه ۲۰۰۵)
25. Fields of Fire (۹ مه ۲۰۰۵)
26. Let it Snow (۲۶ دسامبر ۲۰۰۵)